# Batalion „Oaza”
Batalion „Oaza” – zgrupowanie Armii Krajowej utworzone wiosną 1944 roku w 5. Rejonie (o kryptonimie „Oaza”) V Obwodu AK warszawskiego Dolnego Mokotowa, uczestniczące w powstaniu warszawskim.

## Geneza
W pierwszym okresie okupacji niemieckiej na Sadybie została utworzona przez Melchiora Czesława Szczubełka „Jaszczura” tajna organizacja wojskowa o kryptonimie „Warszawianka” działająca w strukturach Służby Zwycięstwu Polski. Obejmowała ona swym zasięgiem teren od Wilanowa do ul. Chełmskiej, ul. Sobieskiego do Wisły. 15 czerwca 1943 roku „Warszawianka” została podporządkowana Armii Krajowej jako 5. Rejon Obwodu V – Mokotów. Komendantem rejonu został ppor. „Jaszczur” (M. Czesław Szczubełek). Rejon 5. przyjął kryptonim „Oaza”.
W kwietniu 1944 roku komendantowi 5. Rejonu została podporządkowana 8 kompania WSOP pod dowództwem ppor. rez. Wenancjusza Kuklińskiego „Romana” oraz 3 baon WSOP por. Aleksandra Dąbskiego „Wilka”. W ramach tego Rejonu utworzono baon szkieletowy „Oaza” (dowódcą został rtm. Emil Alfons Vacqueret „Gryf”), który na godzinę „W” składał się z trzech kompanii strzeleckich, kompanii kaem, plutonu saperów, plutonu łączności i sanitariatu. Kompanie liczyły po kilkadziesiąt osób.

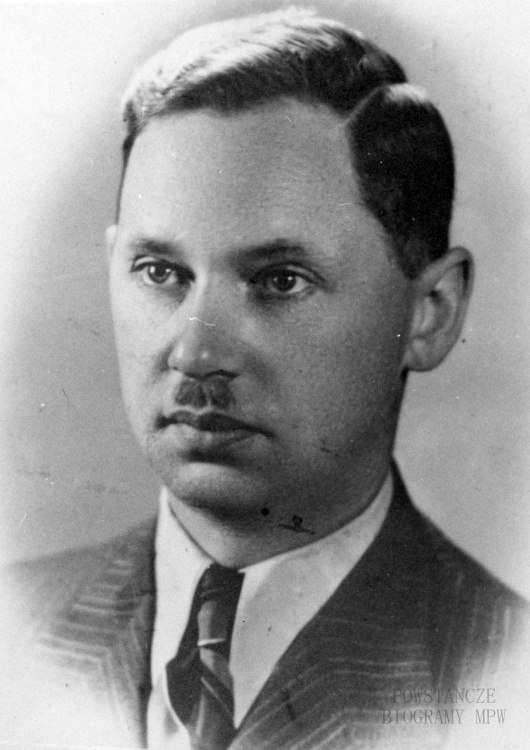
Czesław Szczubełek „Jaszczur” – komendant 5. Rejonu „Oaza”

## Powstanie warszawskie

### 1 sierpnia

#### Ordre de bataillena godzinę „W”
Na koncentrację (przy mostku nad Jeziorkiem Czerniakowskim) zgłosiło się 211 żołnierzy, a więc 100% stanu ewidencyjnego, w tym 13 oficerów, 5 podchorążych, 43 podoficerów, 126 szeregowców i 24 kobiety.
- dowódca – rtm. Emil Alfons Vacqueret „Gryf”
- zastępca – por. Janusz Spiechowicz „Barnaba” (po 18 sierpnia dowódca kompanii „Sadyba”)

1 Kompania 500 – ppor. rez. Stanisław Kazubski „Stasiw”
I pluton – st. bosm. Kazimierz Zioło „Ryszard”
II pluton – sierż. Konstanty Szczepański „Kostecki”
III pluton – ppor. Zbigniew Weltze „Maria”
2 Kompania 501 – ppor. Ryszard Kitalla „Huragan” (zginął 2 sierpnia pod Wolicą)
I pluton – wachm. Władysław Pałasz „Warta”
II pluton – kpr. pchor. Daniel Gidziński „Digan”
III pluton – ppor. Czesław Gdyk „Litewski”
3 Kompania 502 – ppor. rez. piech. Józef Goszyk „Grot” (zginął 2 sierpnia pod Wolicą)
I pluton – sierż. Jan Kolanowski „Jeż”
II pluton – wachm. Teofil Wiśniewski „Wrona”
III pluton – sierż. pchor. Jerzy Leśniewski „Gryfon”
4 Kompania ckm 503 – st. sierż. Stanisław Ratajczak „Wojtek”
I pluton – kpr. Stanisław Jędrzejewski „Mania”
II pluton – kpr. Józef Szymańczak „Węgorz”
III pluton – plut. Józef Wiśniewski „Gruby”
pluton saperów – ppor. inż. Stanisław Słowakiewicz „Korab”
pluton łączności – ppor. Włodzimierz Cygan „Wirnot” (zginął 1 września)
sanitariat – dr Mieczysław Sosnowski „Datura”
kwatermistrzostwo – wachm. Adam Matuszewski „Węż”.
Batalion dysponował lkm-em typu Bergmann, 30 pistoletami, 800 granatami filipinkami i 180 butelkami zapalającymi.

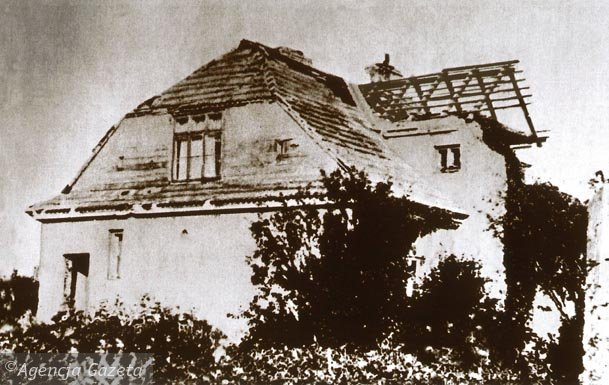
Willa Podgórskich – jedna z siedzib dowództwa 5. Rejonu „Oaza” – stan w 1945 roku

#### Działania 1 sierpnia
1 sierpnia 1944 roku godz. 11:00 w mieszkaniu por. „Jaszczura” przy ul. Morszyńskiej 3 odbyła się odprawa, na której powiadomiono poszczególnych dowódców o godzinie „W” i przypomniano zadania ciążące na Rejonie. Na kwaterę dowództwa „Jaszczur” wybrał willę przy Powsińskiej 24 (dzisiaj 104) (Willa Podgórskich).
Pierwsza kompania miała obsadzić ul. Powsińską, zaś 3 kompania ul. Sobieskiego na wysokości Fosy Bernardyńskiej przy ul. Idzikowskiego, by w ten sposób zamknąć drogi wylotowe z Warszawy. Siły niemieckie na Sadybie były niewielkie. Załoga Fortu Czerniakowskiego liczyła około 50 żołnierzy, w pobliżu figury św. Jana Nepomucena za ul. Ojcowską (obecnie przy skrzyżowaniu ul. Wiertniczej i ul. Augustówka) mieściło się stanowisko reflektora przeciwlotniczego z kilkuosobową załogą, drugie natomiast w pobliżu placu Bernardyńskiego między ulicą Idzikowskiego a Powsińską. Część oficerów Rejonu proponowała, aby najpierw uderzyć na fort, a potem przejść do natarcia na reflektor przy placu Bernardyńskim, ale por. Jaszczur sprzeciwił się temu, twierdząc, że nie otrzymał takiego rozkazu z Komendy V Obwodu. Do oddziałów Sadyby dołączył się także por. „Wilk” z kompanią WSOP.
1 sierpnia zdobyto stanowisko reflektora przeciwlotniczego, biorąc 7 jeńców i zdobywając karabin maszynowy MG 15 i kilka innych pozycji uzbrojenia.

### 2–18 sierpnia
2 sierpnia o świcie komendant „Jaszczur”, po przegranej potyczce z Niemcami na ul. Sobieskiego i poniesieniu kolejnych strat, rozwiązał oddziały Rejonu i z kompanią kaem st. sierż. Stanisława Ratajczaka „Wojtka” utworzył oddział, który bez strat wycofał się do Lasu Kabackiego, gdzie pod nazwą Kompanii Warszawskiej podporządkował się komendantowi 5. Rejonu Obwodu „Obroża”. Pozostali żołnierze zeszli do konspiracji. „Jaszczur” pozostał na Sadybie, gdzie już 3 sierpnia nawiązał kontakt z dowódcą Zgrupowania Pułku „Baszta” Stanisławem Kamińskim „Danielem”. Fort Dąbrowskiego („Czerniaków“) został 7 sierpnia opuszczony przez Niemców i obsadzony przez załogę „Jaszczura”.

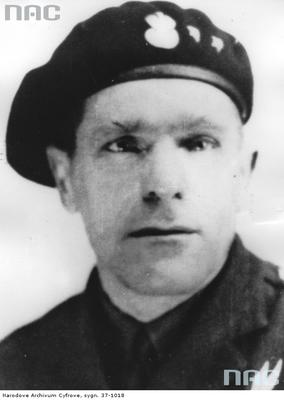
Julian Kozłowski (ze zbiorów NAC)

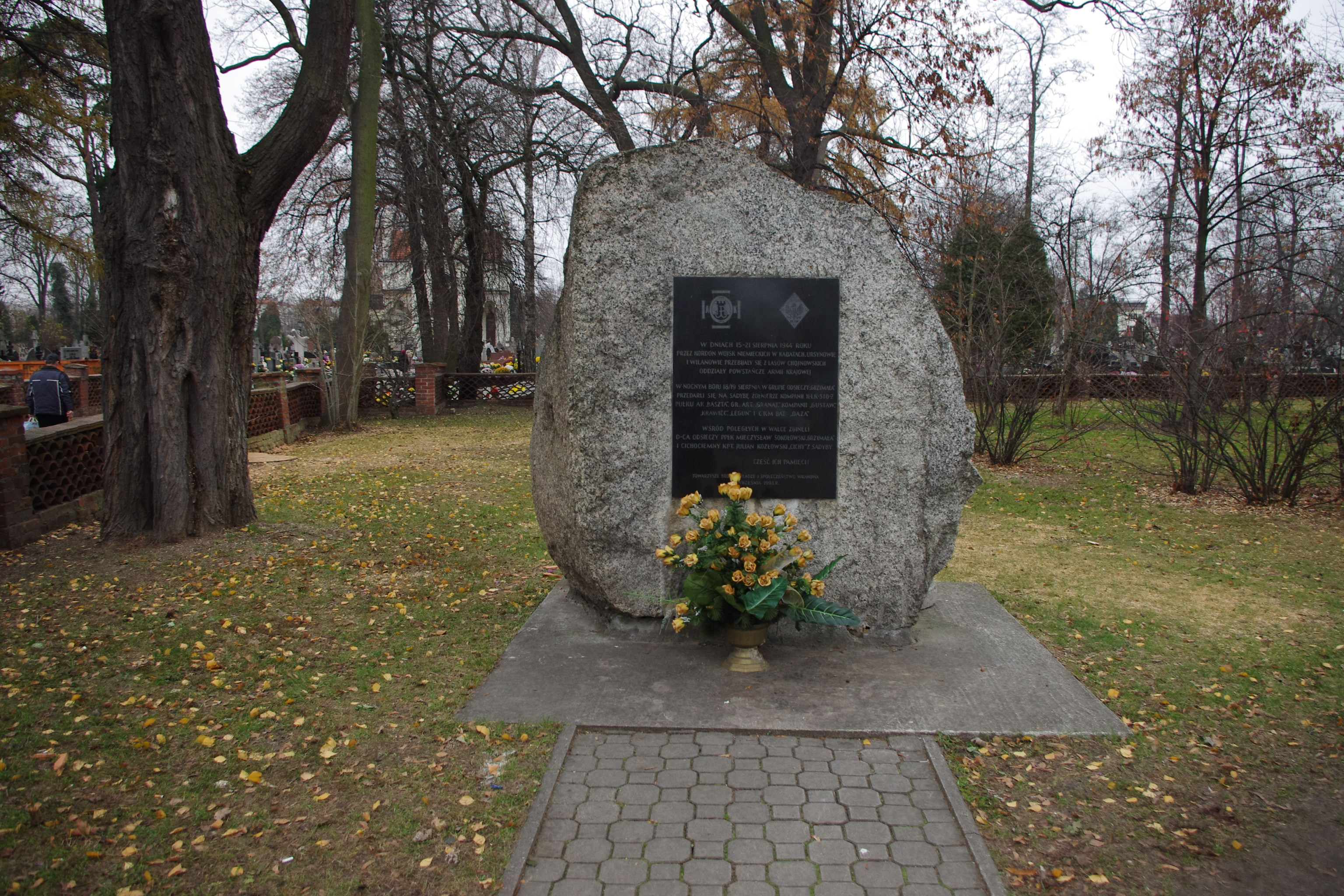
Kamień upamiętniający walki w ramach powstania warszawskiego na Wilanowie, kiedy to w nocy 18/19 sierpnia 1944 roku, w ramach Grupy Odsieczy „Grzymała” przedostali się na Sadybę żołnierze Kompanii K-LK-310-2 Pułku AK Baszta, wśród nich również żołnierze Batalionu „Oaza”. W walce polegli Mieczysław Sokołowski „Grzymała” i cichociemny kpt. Julian Kozłowski „Cichy”

### 18–25 sierpnia

#### Działania w okresie 18–25 sierpnia
18 sierpnia kompania kaem wróciła z lasu i została wcielona do 1 kompanii 5. Rejonu kpt. cichociemnego „Cichego” Juliana Kozłowskiego. Kompania stoczyła walki 18/19 sierpnia w Wilanowie, gdzie poległ kpt. „Cichy”, na placu Bernardyńskim i na ul. Czerniakowskiej, w okolicy Chełmskiej. 19 sierpnia zbudowano pierwszą barykadę w poprzek ul. Powsińskiej (na wysokości ul. Morszyńskiej). W dniach od 19 do 24 sierpnia trwało intensywne natarcie sił niemieckich na pozycje polskie. Cała Sadyba stała w ogniu, jednak nie została spacyfikowana przez Niemców.
Od 22 sierpnia 1944 roku Sadybę zasiliły oddziały przeprawiające się przez Wisłę z Grochowa, Pragi i Obwodu w liczbie ok. 200 żołnierzy. 

#### Ordre de bataillena 18 sierpnia

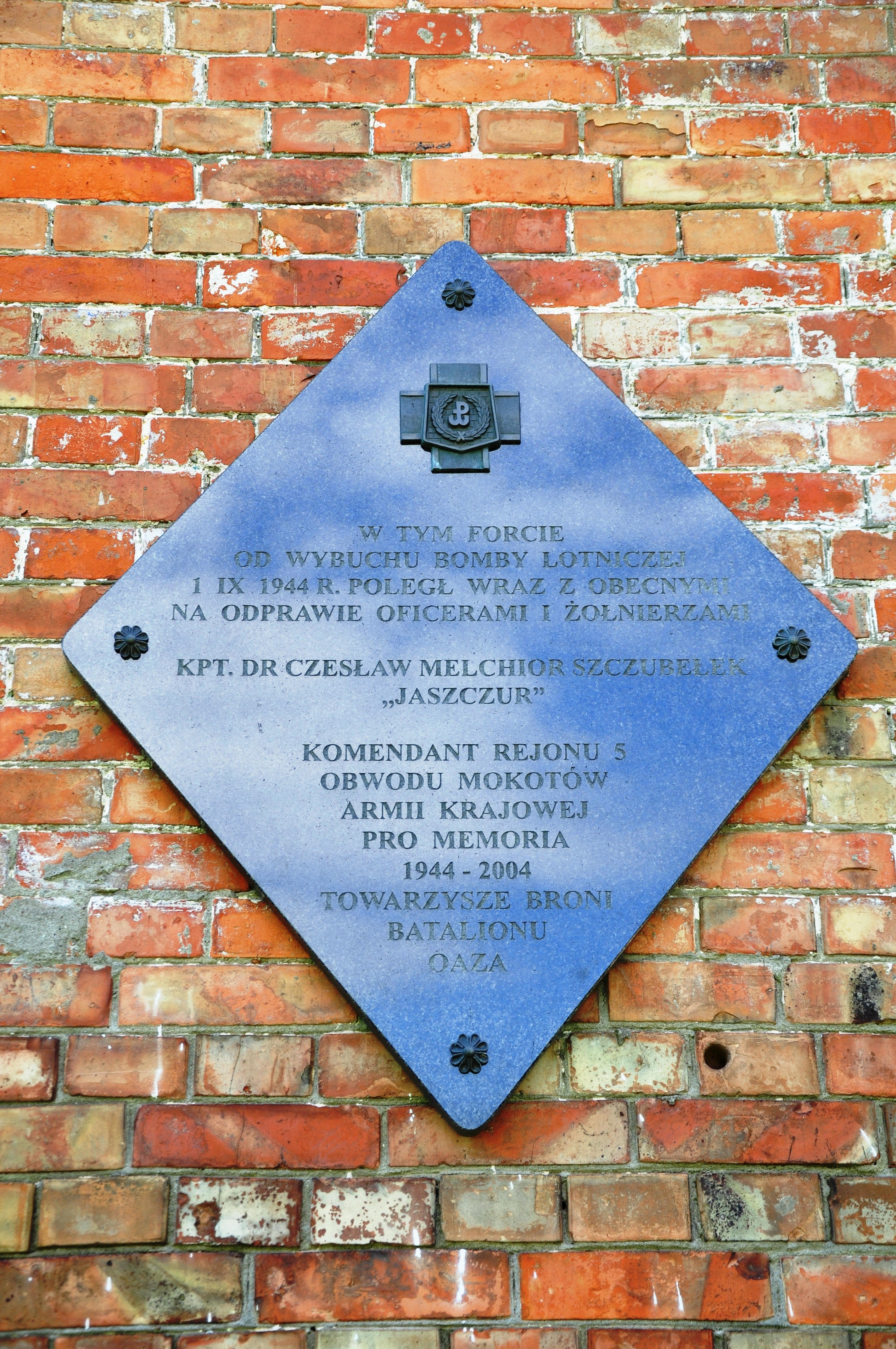
Tablica pamiątkowa poświęcona Czesławowi Szczubełkowi w Forcie Czerniakowskim ufunudowana przez żołnierzy Batalionu „Oaza”

Z oddziałów 5. Rejonu i z żołnierzy WSOP tego rejonu zorganizowano l kompanię: 
- dowódca – kpt. cc Julian Kozłowski „Cichy”

po jego śmierci – ppor. Roman Sakowski „Odyniec”
od 20 sierpnia – por. Janusz Spiechowicz „Barnaba”
1 pluton – ppor. Wenancjusz Kukliński „Roman”
2 pluton – ppor. Stanisław Kazubski „Stasiw”
3 pluton – ppor. Zygmunt Sadkowski „Żyd”
pluton kaem – st. sierż. Stanisław Ratajczak „Wojtek”.

### 26 sierpnia – 1 września

#### Działania w okresie 25 sierpnia – 1 września
26 sierpnia 1944 roku odtworzono baon „Oaza”, pod dowództwem kpt. Jacka Wyszogrodzkiego „Janusza” w składzie 3 kompanii: por. Czesława Zawadzkiego „Leguna”, por. Floriana Kołodziejczyka „Maksa”, por. Janusza Spiechowicza „Barnaby” i plutonu PAL por. Stanisława Ziemskiego „Genka”. „Daniel” zasilił batalion o resztki Dywizjonu „Jeleń” i o 2 kompanię WSOP por. Juliusza Nehrebeckiego „Hipa”. 29 sierpnia walki w okolicach Fortu Dąbrowskiego ponownie rozgorzały. 1 września 1944 roku około godz. 11:00 w narożne kazamaty Fortu Czerniakowskiego uderzyła bomba, od której zginęło powstańcze dowództwo Sadyby: 24 oficerów i żołnierzy, w tym por. Szczubełek. Inne źródła wskazują na godz. 17:00. Niemieckie natarcie trwało dalej. Sadyba zamieniała się w pogorzelisko, powstańcy wycofywali się w kierunku Placu Bernardyńskiego, później w kierunku ul. Chełmskiej.
Punkty sanitarne baonu „Oaza” rozmieszczone były m.in. przy ul. Okrężnej i Morszyńskiej oraz w Willi Podgórskich przy ul. Powsińskiej 24.

#### Ordre de bataillena 26 sierpnia
- dowódca – kpt. Jacek Wyszogrodzki „Janusz”

adiutant – ppor. Stanisław Kietliński „Hel” (zginął 15 września, po nim adiutantem „Janusza” był ppor. Jerzy Śmiatłowski „Świt”)
l kompania (Legun) – por. Czesław Zawadzki „Legun”
pluton ppor. „Jasieńczyka” (Konstanty Jabłoński)
pluton ppor „Janusza” (NN) dawne plutony 531, 533
pluton por. „Macieja” (Zbigniew Drzewica-Wasilewski)
część Dywizjonu „Jeleń” rtm. „Jeżyckiego” (Lech Głuchowski)
2 kompania – por. Florian Kołodziejczak „Maks”
pluton ppor. „Wita” (Witold Pruszko)
pluton por. „Batorka” (NN)
pluton sierż. „Pytlasa” (Antoni Stefaniak)
3 kompania (Sadyba) – por. Janusz Spiechowicz „Barnaba” (kontuzjowany 27 sierpnia, po nim dowódcą był Wenancjusz Kukliński „Roman”, który zginął 1 września)
1 pluton ppor. „Romana” (Wenancjusz Kukliński)
2 pluton ppor „Żyda” (Zygmunt Sadkowski, zginął 30 sierpnia)
3 pluton ppor. „Stanisława” (Henryk Mont) albo ppor. „Stasiwa” (Stanisław Kazubski)
4 pluton kaem st. sierż. „Wojtka” (Stanisław Ratajczak)
pluton PAL por. por. Stanisława Ziemskiego „Genka” – w rejonie Cmentarza Czerniakowskiego

pluton 687 „Grochów” ppor. Witolda Pruszko (ranny 2 września)

2 kompania WSOP por. „Hipa” (Juliusz Nehrebecki)

i grupa por. Zbigniewa Drzewicy-Wasilewskiego „Macieja”.

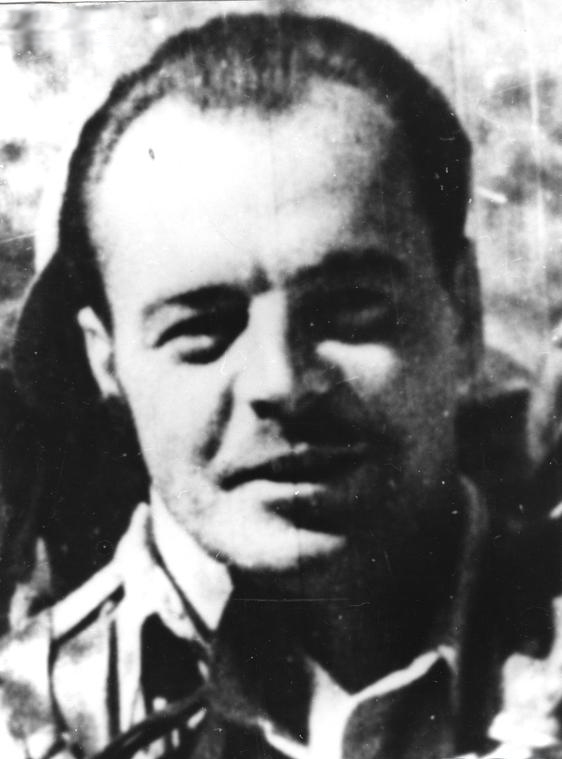
Rtm. cichociemny Andrzej Czaykowski „Garda” – dowódca połączonych baonów „Oaza-Ryś” 16 września 1944 roku (ze zbiorów NAC)

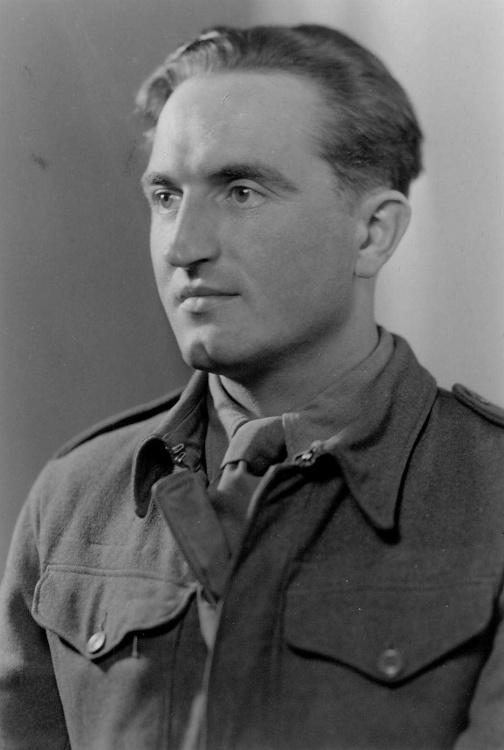
Jacek Wyszogrodzki „Janusz” dowódca Batalionu „Oaza” od 26 sierpnia, później połączonego Batalionu „Oaza-Ryś”, aż wreszcie 30 Pułku Piechoty AK „Waligóra”, w skład którego wszedł ten batalion

### 2–27 września

#### Walki w okresie 2–27 września
2 września zdziesiątkowany Batalion „Oaza” wycofał się na Dolny Mokotów. Od 3 do 27 września walczył w rejonach ulic: Piaseczyńska, Konduktorska, na Sielcach, Dolnej i Puławskiej. Do 16 września bronił Sielc wraz z Batalionem „Ryś”. Przy wsparciu innych oddziałów, „Oaza” zamykała nieprzerwanie ulicę Belwederską, broniąc łączności Dolnego Mokotowa z Górnym. Po upadku Sielc z resztek Batalionów „Ryś” i „Oaza” dowodzonych chwilowo przez wcześniejszego dowódcę Batalionu „Ryś” rtm. cc Andrzeja Czaykowskiego „Gardę” i innych oddziałów sformowano pod dowództwem kpt. Jacka Wyszogrodzkiego „Janusza” („Garda” został jego zastępcą) Batalion „Oaza-Ryś”, który wszedł w skład Pułku „Waligóra” dowodzonego przez ppłk. Adama Remigiusza Grocholskiego „Waligórę”. Po zranieniu ppłk. „Waligóry” 25 września Jacek Wyszogrodzki objął dowodzenie 30 Pułkiem Piechoty AK „Waligóra”. Wcześniej, 21 września 30 Pułk Piechoty AK „Waligóra” wszedł w skład 10 Dywizji Piechoty AK im. Macieja Rataja. 
27 września Mokotów skapitulował.

#### Ordre de bataillena 15 września
- dowódca  – kpt. Jacek Wyszogrodzki „Janusz”

l kompania por. „Leguna” (Czesław Zawadzki)
pluton ppor. „Wita” (Witold Proszko)
pluton ppor. „Jasieńczyka” (Konstanty Jabłoński)
pluton st. sierż. „Wojtka” (Stanisław Ratajczak)
kompania „Withala” – dowódca ppor. Witold Janiszewski „Withal”
kompania „Granat” – dowódca por. Jan Wierusz-Kowalski „Rok”.
W czasie powstania poległo 180 żołnierzy spośród ponad 500 walczących żołnierzy Batalionu „Oaza”. Na Cmentarzu Czerniakowskim znajdują się groby sześćdziesięciu żołnierzy Batalionu „Oaza”. Na cmentarzu w Wilanowie są 32 groby kryjące ciała 171 powstańców warszawskich Pułku „Baszta”, Batalionu „Oaza” i Pułku „Waligóra” (pluton „Grochów” i dywizjon „Jeleń”).

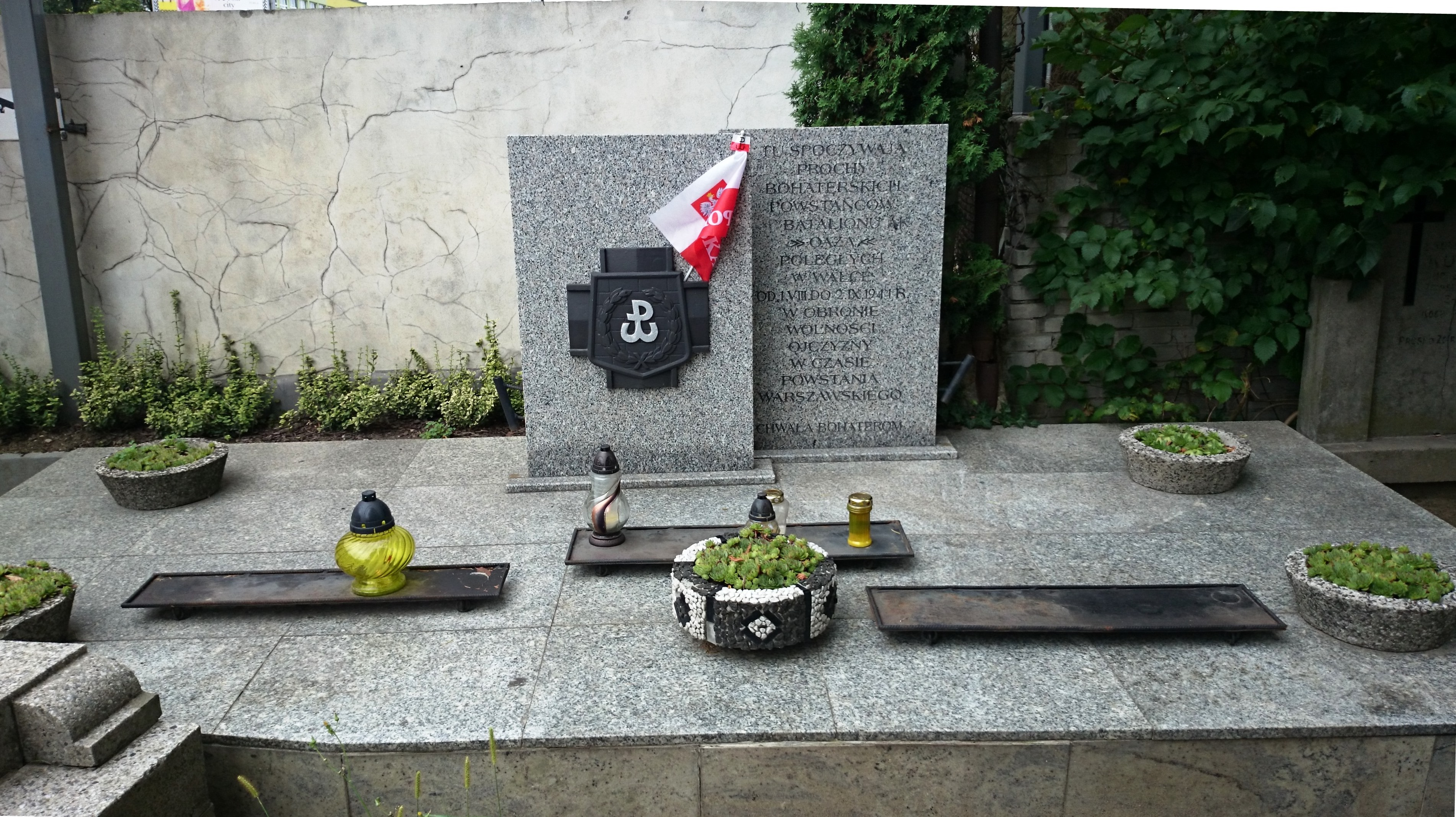
Zbiorowy grób żołnierzy Batalionu „Oaza” na Cmentarzu Czerniakowskim przy ul. Powsińskiej w Warszawie

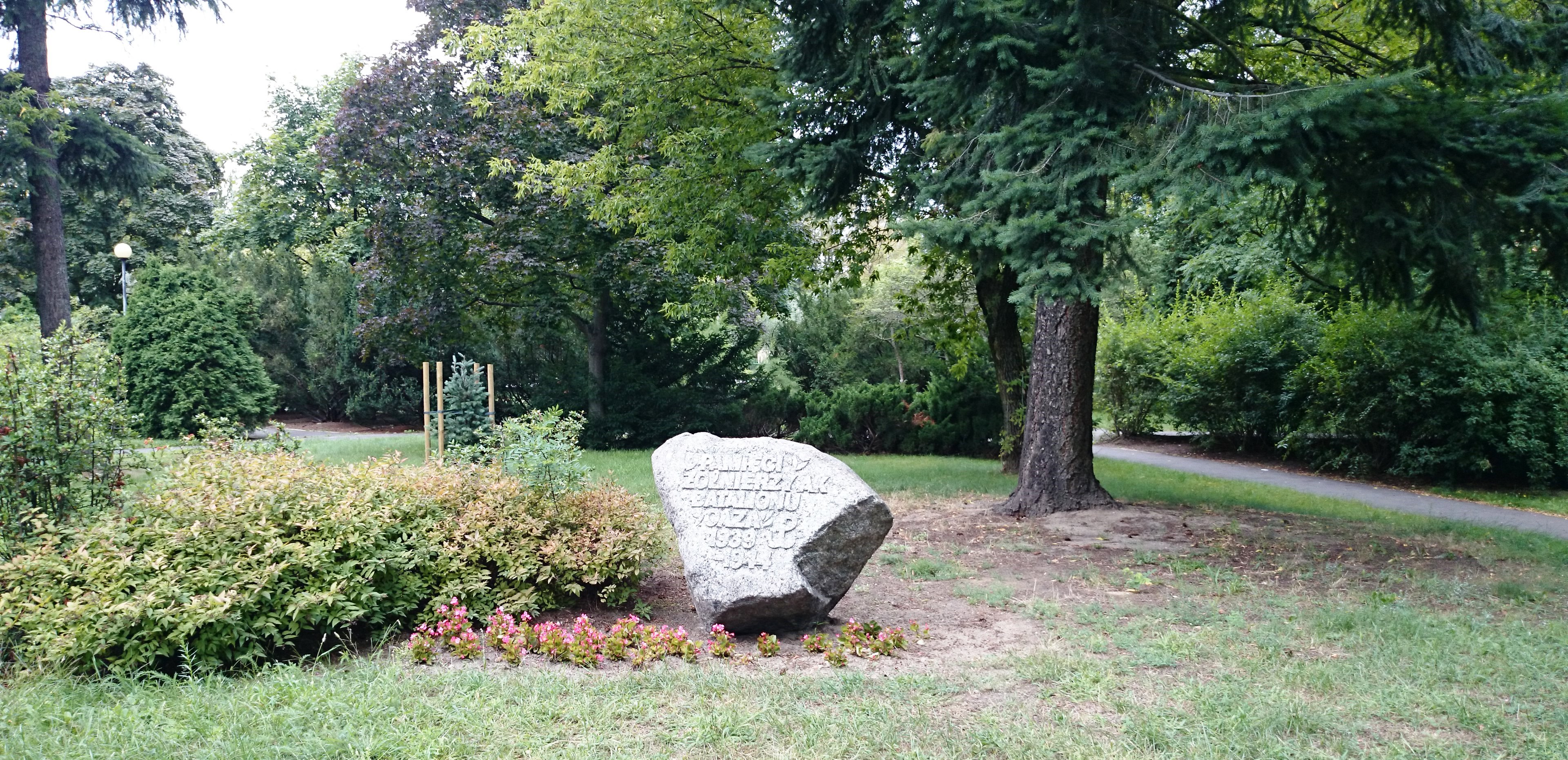
Park Czesława Szczubełka przy ul. Powsińskiej na terenie Fortu Czerniaków. W parku tym znajduje się kamień pamiątkowy poświęcony Batalionowi „Oaza” (na zdjęciu)

## Upamiętnienie
Na warszawskiej Sadybie znajduje się uliczka Batalionu „Oaza”. Nazwę nadano 18 grudnia 1992 roku.
W Parku Czesława Szczubełka (wokół ul. Morszyńskiej i fosy Fortu Czerniakowskiego w Warszawie) znajduje się głaz z wyrytym napisem upamiętniającym żołnierzy Batalionu „Oaza” o treści: „Pamięci żołnierzy AK Batalionu «Oaza» 1939–1944”.